# Fast kostnad

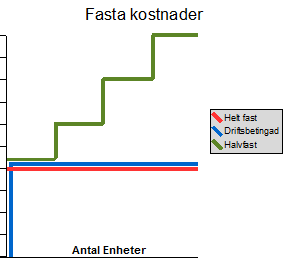
Olika typer av fast kostnad.

Fasta kostnader (FK) är inom kalkylering kostnader som inte varierar med antalet producerade enheter, eller som varierar trappstegsvis vid exempelvis produktionskapacitetsändringar. Kostnader som inte är fasta brukar kallas rörliga. Olika fasta kostnader är hyra för lokal, personalkostnader eller avskrivningar.

## Översikt
Man brukar skilja på tre sorters fasta kostnader:
- Helt fasta kostnader: kostnader som är de samma även när verksamheten står stilla, de kallas därför även för stilleståndskostnader. Dessa kostnader påverkas inte vid verksamhetens gällande kapacitetsgränser.
- Driftsbetingade fasta kostnader: kostnader som uppstår när verksamheten är igång men inte påverkas av volymökningar, t.ex. belysning i lokaler. Kostnaderna finns inte när verksamheten står helt stilla.
- Halvfasta kostnader: kostnader som ökar trappstegsvis eller språngvis vid volymökning, t.ex. vissa maskinkostnader. Halvfasta kostnader kan vara reversibla eller irreversibla. Om de är irreversibla minskar de inte om volymen minskar igen.

De flesta fasta kostnader är egentligen halvfasta. En maskinkostnad är exempelvis en fast kostnad så länge man inte slår i taket för maskinens kapacitet. Över denna nivå behöver maskinparken byggas ut, vilket ökar de fasta kostnaderna. Samma resonemang kan även föras för lokalhyror. 